# Mónica Jiménez
Mónica Eliana Jiménez de la Jara (sinh ngày 25 tháng 12 năm 1940) là chính trị gia Dân chủ Cơ đốc giáo Chile và cựu Bộ trưởng Bộ Giáo dục.
Jiménez xuất thân từ gia đình chính trị. Cha bà là Oscar Jiménez Pinochet, bộ trưởng Bộ Y tế dưới thời Tổng thống Salvador Allende. Anh trai bà là Jorge, cũng là  bộ trưởng Bộ Y tế dưới thời Tổng thống Patricio Aylwin. Mặc dù bà chưa từng chính thức gia nhập Đảng Dân chủ Thiên chúa giáo trước năm 2009, bà luôn ủng hộ đảng từ khi còn là sinh viên đại học. bà tốt nghiệp ngành nhân viên xã hội tại Universidad Catolica de Chile. Năm 1981, bà nhận học bổng Fulbright cho phép bà hoàn thành bằng Thạc sĩ Giáo dục Công tác Xã hội tại Đại học Công giáo Hoa Kỳ, ở Washington DC 
Jiménez kết hôn với Juan Barros, và có năm người con. Chồng qua đời năm 2002. Bà là thành viên của Ủy ban Công Lý và Hòa giải Quốc gia, điều tra các vụ vi phạm nhân quyền gây chết người hoặc mất tích xảy ra ở Chile trong những năm quân đội dưới thời Tướng Augusto Pinochet cầm quyền. Bà cũng là thành viên của Ủy ban Tổng thống về Chứng nhận Giáo dục Đại học và Ủy ban Quỹ Fundación Paz Ciudadana. Jiménez lãnh đạo dự án "Đại học: Kiến thiết đất nước", một sáng kiến với sự hợp tác của 13 trường đại học Chile trong công tác xã hội của. bà cũng là chủ tịch Tập đoàn Giáo dục Aprender, nơi điều hành hai trường học dành cho trẻ em gặp khó khăn trong ứng xử xã hội.
Trong sự nghiệp của mình, Jiménez là trưởng khoa Công tác xã hội và chủ tịch Hiệp hội Giáo viên tại Đại học Catolica de Chile. Trước khi được Tổng thống Michelle Bachelet bổ nhiệm làm Bộ trưởng Giáo dục vào ngày 18 tháng 4 năm 2008, bà là chủ tịch Đại học Công giáo Temuco. bà thay thế Yasna Provoste, người bị cách chức vào tháng 4 năm 2008 vì liên đới đến vụ án tham nhũng mang tên Caso Subvenciones.
Vào tháng 7 năm 2008, trong một cuộc tranh luận công khai có tên "Đối thoại về giáo dục", trong bối cảnh biểu hiện thoái thác của nhiều bên liên quan, một học sinh 14 tuổi mang tên María Música Sepúlveda đã ném bình nước vào mặt bà. Học sinh nữ này muốn Bộ trưởng bộ giáo dục chú ý về những luận điểm vì khi đó bà phớt lờ lời nói của học sinh khi đang tranh luận. Hành động này đã bị các chính trị gia chính phủ và đảng đối lập phản đối kịch liệt, nhưng cũng đã tạo ra phản ứng trái chiều trong dân chúng. Các tổ chức học sinh - sinh viên đã công khai ủng hộ và tái hiện hành động của Maria Música.
Năm 2010, bà là giám đốc điều hành Diễn đàn Giáo dục Đại học AEQUALIS (www.aequalis.cl). AEQUALIS là một diễn đàn đa nguyên, toàn diện và sáng tạo, nơi các thành viên giao tiếp, nghe và tìm cách đi đến thống nhất ủng hộ các mục đích chung. Trong giai đoạn đầu tiên (2010–2011), diễn đàn đã nhất trí xem xét sáng kiến có liên quan đến sự đổi mới, do xã hội hóa đã thúc đẩy các chính sách của giáo dục đại học. Các thành viên (khoảng 100 học giả) đều đánh giá rằng phong trào xã hội năm 2011 là sự phản ánh tình hình đất nước có ý nghĩa xã hội lớn lao, do đó cần phải lắng nghe, đáp ứng và thảo luận những nhu cầu của họ và kết hợp đúng đắn, hài hòa các lợi ích trong tương lai. Ngoài ra, diễn đàn là một không gian giúp đánh giá, phân tích tình hình thực tế trên cơ sở kinh nghiệm quốc gia và quốc tế liên quan đến vấn đề này. Hiện tại AEQUALIS đã xuất bản 8 cuốn sách (từ năm 2010 đến 2013).